# アンモ酸化
化学において、アンモ酸化（アンモさんか、ammoxidation）とは、アンモニアと酸素を用いてニトリルを工業的に合成する方法である。基質として、アルケンがよく用いられる。スタンダード・オイル・オブ・オハイオ（略称:ソハイオ、英語版）によって1957年に発明された合成法であるため、ソハイオ法（Sohio process）とも呼ばれている。最も重要な応用例としては、アクリロニトリルの合成が挙げられる。
{\displaystyle {\ce {CH3CH={CH2}+ {\frac {3}{2}}{O2}+ NH3 -> NCCH={CH2}+ 3H2O}}}
アンモ酸化による合成法で、年間数百万トンのアクリロニトリルが合成されている。また有機溶媒として利用されるアセトニトリルが副生成物として生成する。

## 展開
アルケンのアンモ酸化は、不飽和炭化水素のアリル位に位置するC-H結合が比較的弱いことを利用している。同様に、ベンジル位のC-H結合も比較的弱く、この位置においてもアンモ酸化が起こり得る。そのため、シアノピリジン（ナイアシンの前駆体）やベンゾニトリルも同様にピコリンやトルエンからそれぞれ合成することができる。ジニトリル類は2つのC-H結合が同時にアンモ酸化を起こすことによって得られる。例えば、フタロニトリル（フタロシアニンの前駆体）やテレフタロニトリルは、共にキシレンのアンモ酸化により得る。
触媒としては、バナジウムやモリブデンなどが使用される。また、π-アリル錯体が中間体として生成していると考えられている。

## 関連する反応
アルケンだけではなく、アルコールやアルデヒドも基質となる。
{\displaystyle {\ce {O=CHCH={CH2}+ {\frac {1}{2}}{O2}+ NH3 -> NCCH={CH2}+{2H2O}}}}
{\displaystyle {\ce {HOCH2CH={CH2}+ {O2}+ {NH3}-> NCCH={CH2}+ 3 H2O}}}
ただし、これらの基質はアルケンよりも高価であるため、実際は殆ど用いられない。
また、シアン化水素は、白金触媒下におけるメタンのアンモ酸化に似た反応により合成されている。この合成法はアンドルソフ法（Andrussow process）と呼ばれている
。
{\displaystyle {\ce {{CH4}+ {NH3}+ {\frac {3}{2}}{O}-> {HCN}+ 3H2O}}}